# Cadrema ocellata
Cadrema ocellata är en tvåvingeart som först beskrevs av Lamb 1918.  Cadrema ocellata ingår i släktet Cadrema och familjen fritflugor. Inga underarter finns listade i Catalogue of Life.